# Лебрюн, Александр Антоний
Александр Антоний Лебрюн (Ле Брюн) (пол. Aleksander Antoni Le Brun; 1803—1868) — доктор медицины и хирургии, профессор Варшавского университета, автор ряда трудов по медицине; статский советник.

## Биография
Александр Лебрюн родился 12 (24) мая 1803 года в Варшаве в продавца книг Томаша Лебрюна (Ле Бруна). Учился в Collegium Nobilium ксендзов-пиаров и в Варшавском университете, где окончил курс в 1824 году, получив за время студенчества две золотые медали. 

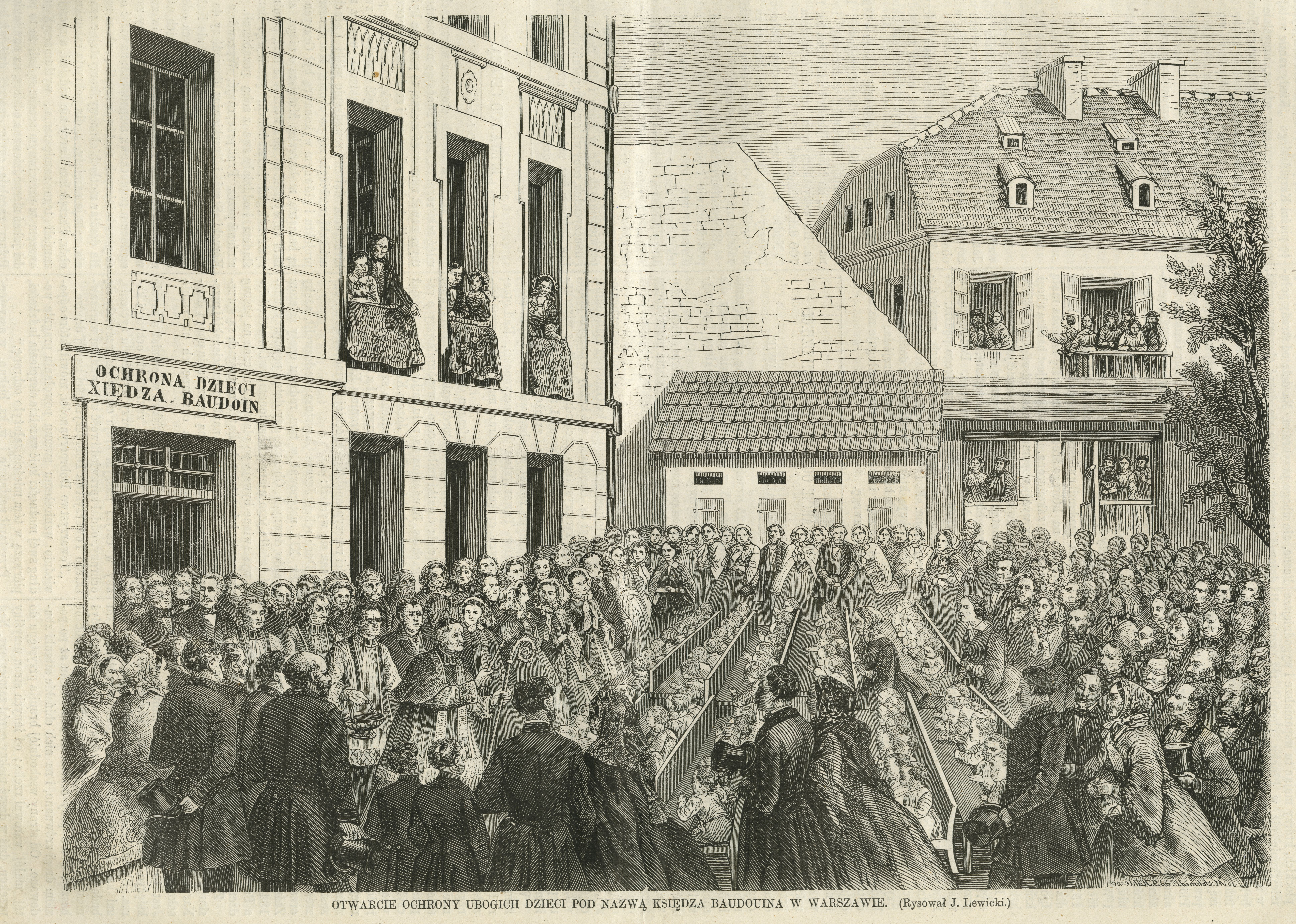
Госпиталь Младенца Иисуса (Варшава) (1860)

По окончании курса он совершил путешествие за границу, посетил Пруссию, Францию, Англию, Бельгию и Австрию, слушал лучших клиницистов и работал в больницах. В этом путешествии Лебрюн провел около пяти лет и по возвращении на родину был сделан в 1829 году ординарным врачом при госпитале Младенца Иисуса. 
16 ноября 1836 года Александр Антоний Лебрюн был назначен главным доктором «Дома Здоровья» в Варшаве. Тесть Лебрюна завещал капитал на устройство в госпитале хирургического зала. Медленность администрации в исполнении этого поручения побудила Лебрюна просить ревизии и контроля; были обнаружены большие беспорядки в госпитале, страшная смертность среди больных, и администрация больницы была сменена; в 1838 году Лебрюну был поручен врачебный и гигиенический надзор над госпиталем, в 1840 году он стал в нем главным врачом. 
Александр Лебрюн постоянно следил за научными открытиями в медицине и нередко первый применял их на практике в России: так он впервые в России стал употреблять при операциях эфир, а с 1847 года хлороформ. Одновременно с назначением Лебрюна врачом в госпиталь, он сделался членом Варшавского докторского общества, был в нем с 1833 года временным секретарем, с 1840 года почетным членом, в 1849 году вице-президентом, в 1855 году избран был президентом общества. С его времени началось издание особых «Pamiętnikόw towarzystwa warszawskiego liekarskiego», в которых помещались все доклады и отчеты о деятельности Общества. 
5 февраля 1860 года Александр Антоний Лебрюн был назначен профессором Медико-хирургической академии в Варшаве по кафедре оперативной хирургии, а в 1862 году он сделался первым деканом в Главной школе, остался в прежнем звании и по присоединении академии к Главной школе. 
Доктор А. А. Лебрюн пользовался известностью как талантливый хирург, выдавался энергиею, любовью к делу, готовностью помогать всякому нуждающемуся в помощи; русский врач, знавший лично Лебрюна, пишет о нем: «действительно, весьма мало удавалось нам встречать подобных ему врачей». 
В 1836 году Лебрюн издал в польской столице труд под заглавием «Pamiętnik chirurgiczny spitala D. Jesusa»; в 1841—1867 гг. описывал деятельность свою в госпитале в «Pamiętnikie Тоw. Liek.». Лебрюн напечатал много специально-медицинских статей в разных газетах и журналах, но несколько статей и в периодических изданиях, имеющих более общий медицинский характер.
Александр Антоний Лебрюн скончался 3 (15) июня 1868 года в городе Варшаве и был погребён на кладбище Старые Повонзки.